# (1835) Gajdariya
(1835) Gajdariya – planetoida z pasa głównego planetoid okrążająca Słońce w ciągu 4 lat i 284 dni w średniej odległości 2,84 au Została odkryta 30 lipca 1970 roku w Krymskim Obserwatorium Astrofizycznym w Naucznym na Półwyspie Krymskim przez Tamarę Smirnową. Nazwa planetoidy pochodzi od Arkadego Gajdara (1904-1941), radzieckiego pisarza dla młodzieży. Przed jej nadaniem planetoida nosiła oznaczenie tymczasowe (1835) 1970 OE.